# Halle aux grains de Blois
Pour les articles homonymes, voir Halle aux grains.
La halle aux grains est un monument historique situé place Jean-Jaurès, à Blois (Loir-et-Cher). Sous la dénomination « Palais des Congrès et de la Culture », elle héberge notamment la Scène nationale de Blois. Elle accueille également congrès et expositions.   

## Présentation
(mai 2014).
Si vous disposez d'ouvrages ou d'articles de référence ou si vous connaissez des sites web de qualité traitant du thème abordé ici, merci de compléter l'article en donnant les références utiles à sa vérifiabilité et en les liant à la section « Notes et références ».
Le plan de cet édifice est rectangulaire, composé d'un vaste vaisseau central flanqué de tourelles polygonales à ses angles. Elles ont pour fonction d'abriter des escaliers à vis pour accéder au premier étage et aux combles. À ce plan se rajoute un hémicycle intérieur de 630 places. 
Les matériaux utilisés sont des pierres de calcaire et des briques. L'ardoise, pour la couverture. Le style en pierre de taille et briques polychromes rappelle l'aile Louis XII du Château de Blois. 
La politique de décentralisation des lieux culturels débute dans les années 60 et fut initiée par André Malraux avec la création des maisons de la culture. Ainsi, la halle aux grains fait partie d'un réseau dense de salles de spectacles labellisées scènes nationales. Effectivement, l'activité du bâtiment est scindée en deux depuis les années 1980 : le Centre des congrès, géré par l'office du tourisme qui organise des salons et événements ponctuels et Le Centre culturel, qui programme des spectacles à l'année et qui obtient en 1993 le statut de scène nationale.

## Histoire
Au XVe siècle, la halle aux blés de Blois est une construction imposante qui occupe la totalité de l'îlot aujourd'hui compris entre les rues du palais, Paul-Renouard, Anatole-France et des Rouillis. Ce bâtiment abrite alors, au rez-de-chaussée, la halle proprement dite et, au premier étage, le palais de justice, bâti par les premiers ducs d'Orléans et les comtes de Blois[réf. nécessaire]. En 1806, le Domaine, qui avait légué la propriété d'un terrain à la ville, revient sur sa décision. Il réclame désormais une somme surévaluée comparée à l'état du bâtiment qui se trouve dans ce terrain. En 1840, la municipalité souhaite malgré tout que l'on reconstruise une nouvelle halle car l'ancienne, située dans le bâtiment médiéval, ne convient plus aux besoins de la ville. Dès 1842, la municipalité envisage donc la construction d'un nouveau bâtiment.
L'année suivante, en 1843, vient le concours d'architectes et la mise en place d'un projet pour la Halle aux Grains. Ce projet est validé en 1845, après quelques modifications. En 1849, la construction de la Halle débute et le préfet nomme ce bâtiment « Palais du Peuple ». Il est inauguré le 26 août 1850. Par la suite, la Halle accueille diverses manifestations telles que des bals populaires, des expositions commerciales et des réunions politiques. Puis, dès 1962, un projet de salle des fêtes puis de salle de théâtre voient le jour. En 1969, un projet de salle de théâtre est envisagé à la place de la Halle et l'architecte de ce projet propose la démolition de la Halle. Le 9 juin 1981, le maire de Blois Pierre Sudreau promet aux Blésois, dans un article paru dans La Nouvelle République, de détruire la Halle aux grains car le dernier projet a échoué. Elle est cependant sauvée par l'association Parlez-moi d'amour, entendue par Jack Lang, qui intervient pour que la Halle soit classée comme monument historique en 1984. Elle devient lieu d'exposition et salle de spectacle en tant que « scène nationale ». Le 13 décembre 1985, la ville de Blois fête l'inauguration de sa nouvelle Halle, qui prend le nom de « Palais des Congrès et de la culture ».

## Galerie

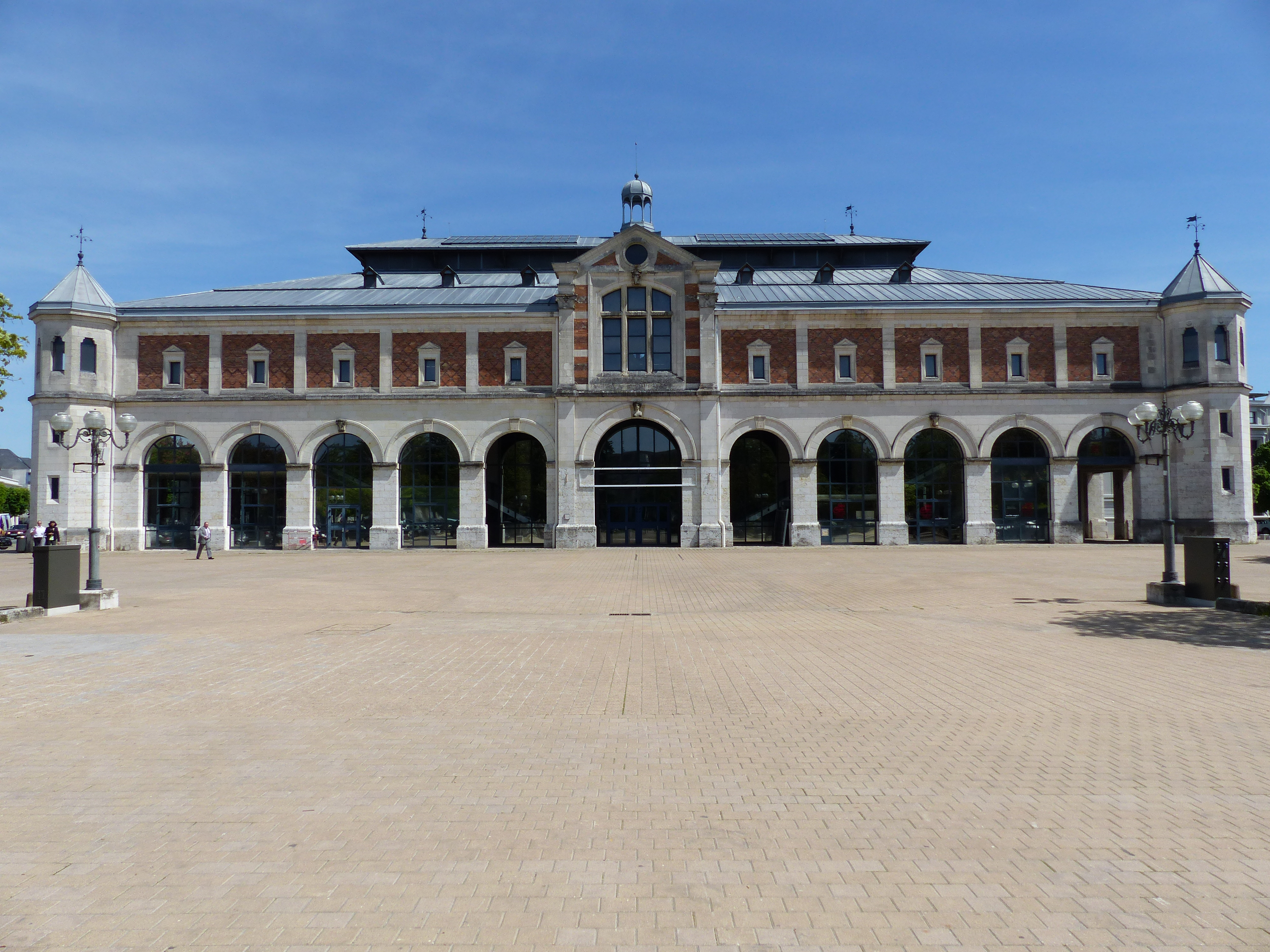
Vue d'ensemble de la place Jean Jaurès
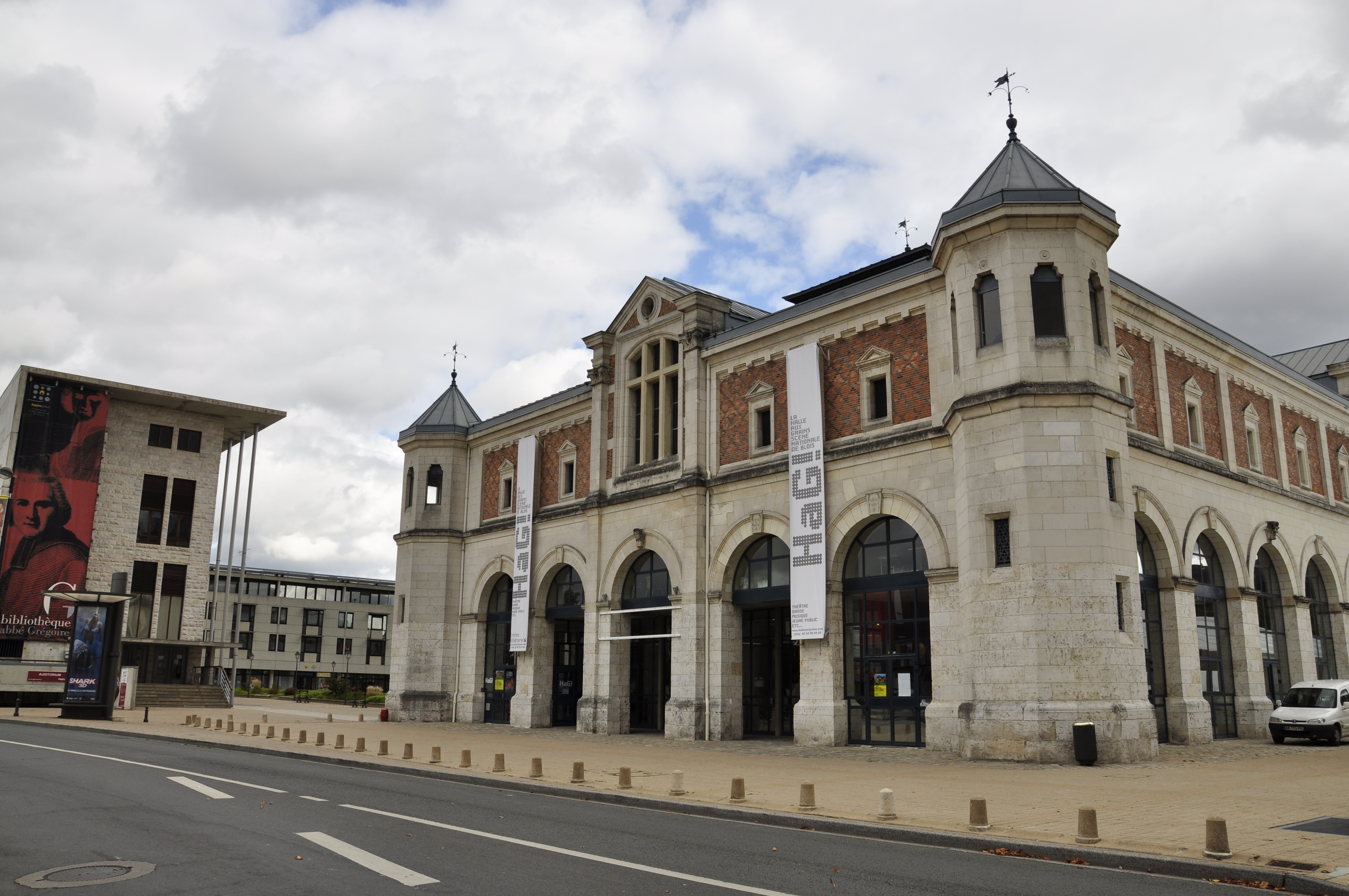
Vue d'angle de l'entrée
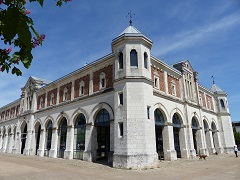
Vue d'angle
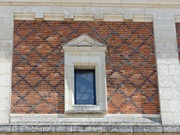
Briques polychromes en façade
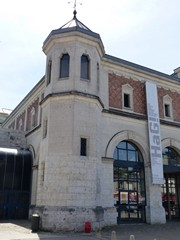
Tour d'entrée